# Omomiłek wiejski
Omomiłek wiejski (Cantharis rustica) – gatunek chrząszcza z rodziny omomiłkowatych i podrodziny Cantharinae.

## Taksonomia
Gatunek ten opisany został po raz pierwszy w 1807 roku przez Carla Fredrika Falléna.

## Morfologia
Chrząszcz o wydłużonym ciele długości od 10 do 14,5 mm. Głowę ma przed oczami czerwoną, a za oczami czarną. Przedplecze jest szersze niż dłuższe, o wypukłej krawędzi przedniej, zaokrąglonych kątach przednich, bardzo słabo zaokrąglonych brzegach bocznych i niewystających kątach tylnych. Ubarwienie ma najczęściej czerwone z czarną plamką pośrodku, okrągłą lub, rzadziej, wciętą na przedzie, nigdy nie dochodzącą do przedniej krawędzi. Rzadziej plamki brak i przedplecze jest całkiem czerwone. Pokrywy są czarne, w barkach szersze od przedplecza, porośnięte jednorodnym owłosieniem. Odnóża mają czerwone z czarnymi szczytami uda oraz czarne golenie. Genitalia samca odznaczają się pozbawionym tarczki grzbietowej edeagusem o zrośniętych z prąciem laterofizach z zaokrąglonymi wierzchołkami.

## Ekologia i występowanie

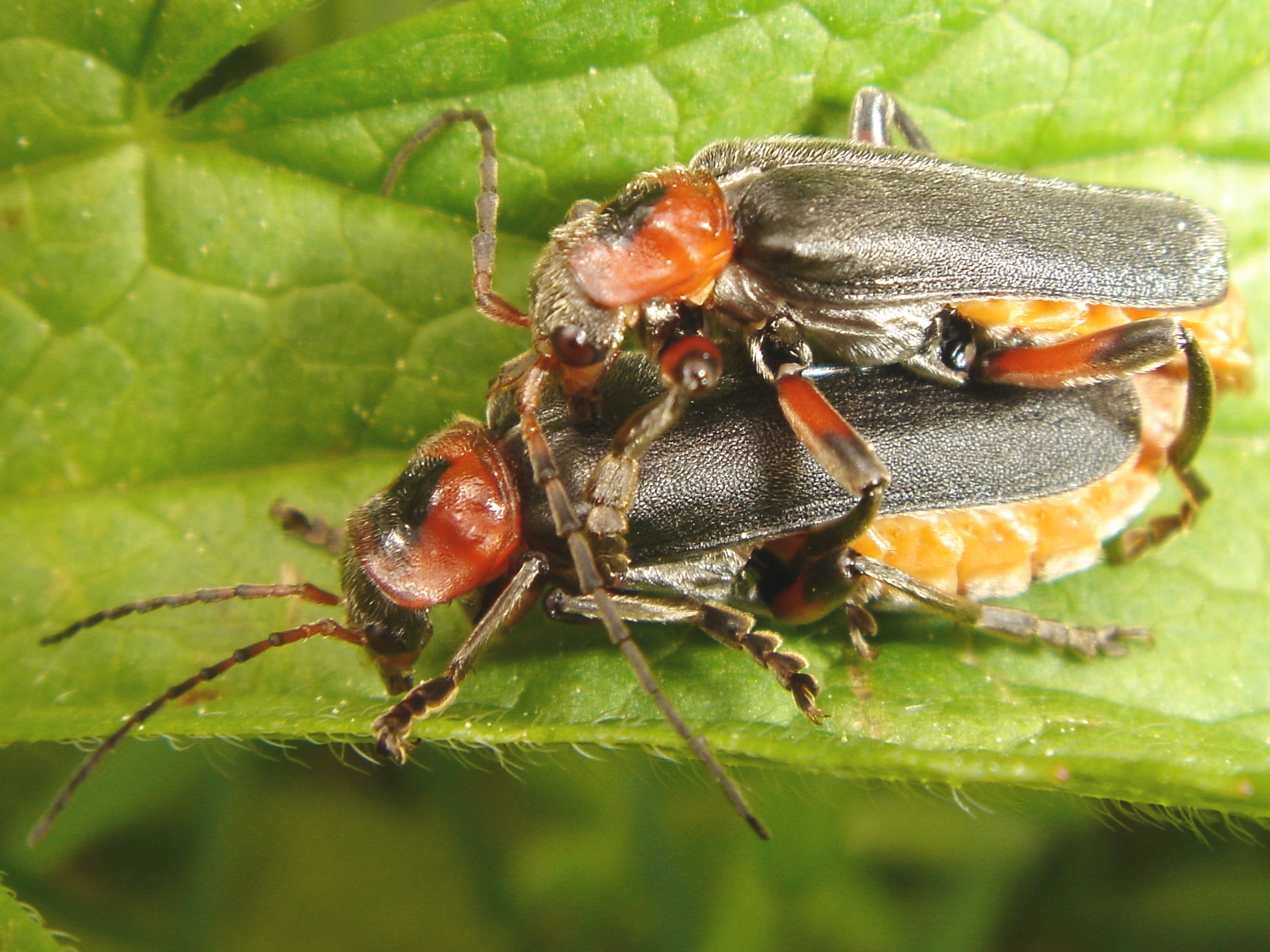
Kopulująca parka

Owad ten zasiedla pobrzeża lasów, polany, zarośla, łąki, ogrody i parki, od nizin po góry, gdzie dociera do górnej granicy lasu. W warunkach środkowoeuropejskich najliczniejszy jest na wyżynnych stanowiskach roślinności kserofilnej. Osobniki dorosłe obserwuje się od kwietnia do lipca, a w wyższych górach do sierpnia. Żerują one na pyłku oraz owadach. Larwy są drapieżne, a w skład ich diety wchodzą m.in. chrząszcze, poczwarki motyli, jaja prostoskrzydłych oraz ślimaki.
Gatunek zachodniopalearktyczny. W Europie znany jest z Wielkiej Brytanii, Francji, Belgii, Luksemburga, Niemiec, Szwajcarii, Austrii, Włoch, Danii, Szwecji, Finlandii, Estonii, Litwy, Polski, Czech, Słowacji, Węgier, Białorusi, Ukrainy, Bośni i Hercegowiny, Serbii, Czarnogóry, Albanii oraz europejskiej części Rosji (na północ po Karelię, a na wschód po Ural). Poza tym podawany jest z Turcji, Syrii i Egiptu.